# Cút cây đuôi dài
Dendrortyx macroura là một loài chim trong họ Odontophoridae.
Cút cây đuôi dài chỉ được tìm thấy ở Mexico.